# Iman Mohammadi
Iman Mohammadi (in persiano ایمان محمدی‎; 2002) è un lottatore iraniano, specializzato nella lotta greco romana.

## Palmarès
- Campionati asiatici

Ulaanbaatar 2022: bronzo nei 63 kg.
Bishkek 2023: oro nei 63 kg.
Astana 2024: bronzo nei 63 kg.